# Відділення 3 (Павлодарська область)
Відділення 3 (каз. Бөлімше 3, рос. Отделение 3) — село у складі Екібастузької міської адміністрації Павлодарської області Казахстану. Входить до складу Залізничного сільського округу.
Населення — 100 осіб (2021; 126 у 2009, 100 у 1999, 105 у 1989).
Національний склад станом на 1989 рік:
- німці — 31 %
- росіяни — 26 %
- татари — 20 %

Станом на 1989 рік село називалось Бригада колгоспу, у радянські часи тут було Відділення колгоспу імені 30-річчя Казахської РСР.